# The Righteous Brothers
The Righteous Brothers var en popduo som bildades år 1962 i Kalifornien i USA. Duon är ett bra exempel på så kallad "Blue-Eyed Soul" (vita artister som framför soul inspirerad av svarta musiker). De två sångarna Bill Medley och Bobby Hatfield var inte bröder som namnet antyder. Duon fick sin största hit 1965 med låten "You've Lost That Lovin' Feelin'". Förutom nämnda låt hade de även några mindre hits med "Just Once in My Life", en cover på "Unchained Melody" samma år, och "(You're My) Soul and Inspiration" från 1966.
I slutet på 1960-talet gick de båda sångarna skilda vägar och påbörjade mindre framgångsrika solokarriärer. De återförenades 1974 och var aktiva som grupp fram till Hatfields död i november 2003.
År 2003 blev de invalda i Rock and Roll Hall of Fame.

## Medlemmar
- Bill Medley (f. William Thomas Medley 19 september 1940 i Los Angeles, Kalifornien) - sång
- Bobby Hatfield (f. Robert Lee Hatfield 10 augusti 1940 i Beaver Dam, Wisconsin - d. 5 november 2003 i Kalamazoo, Michigan) - sång

## Diskografi
Studioalbum
- 1963 - Right Now!
- 1964 - Some Blue-Eyed Soul
- 1965 - Back to Back
- 1965 - Just Once in My Life
- 1965 - This Is New!
- 1965 - You've Lost That Lovin' Feelin'
- 1966 - Go Ahead and Cry
- 1966 - Soul & Inspiration
- 1967 - Sayin' Somethin'
- 1967 - Souled Out
- 1968 - Standards
- 1970 - Re-Birth
- 1974 - Give It to the People
- 1975 - The Sons of Mrs. Righteous
- 1991 - Reunion

Singlar (urval)
- 1963 - Little Latin Lupe Lu (US #49)
- 1964 - You've Lost That Lovin' Feelin' (US #1)
- 1965 - Just Once in My Life (US #9)
- 1965 - Unchained Melody / Hung on You (US #4)
- 1965 - Ebb Tide (US #5)
- 1966 - (You're My) Soul and Inspiration (US #1)
- 1966 - He / He Will Break Your Heart (US #18)
- 1966 - Go Ahead and Cry (US #30)
- 1966 - On This Side of Goodbye (US #47)
- 1967 - Melancholy Music Man (US #43)
- 1974 - Rock and Roll Heaven (US #3)
- 1974 - Give It to the People (US) #20 U.S.
- 1974 - Dream On (US #32)
- 1990 - Unchained Melody (nyinspelning på Curb Records) (US #19)